# 160th Special Operations Aviation Regiment (Airborne)

Emblème du 160th SOAR.

Le 160th SOAR (A) (160th Special Operations Aviation Regiment (Airborne))
est une unité d'hélicoptères de l'US Army pour les opérations spéciales. Il est chargé de fournir l'appui aérien aux forces spéciales, aussi bien pour les reconnaissances d'objectif, le transport de convoyage ou d'assaut, et l'appui-feu de ces unités. Ses missions sont habituellement effectuées de nuit à basse altitude et haute vitesse, sur court préavis et généralement ses opérations sont classifiées (considérées comme secrètes). Elle est basée à Fort Campbell dans le Kentucky.
Le 160th SOAR (A) est surnommé Night Stalkers et sa devise est Night Stalkers Don't Quit.

## Histoire

### Création de l'unité
La création du 160th SOAR (A) est une des conséquences de l'échec de l'opération Eagle Claw (la tentative de libérer les otages américains retenus dans l'ambassade de Téhéran) en avril 1980. L'enquête menée par l'admiral James L. Holloway III à la suite de cette opération conclut qu'une des principales raisons de l'échec était due à l'inexistence d'une unité d'hélicoptères entraînée pour les opérations spéciales, les commandos de la Delta Force ayant été transportés en Iran par des hélicoptères de transport de l'US Navy inadaptés à la mission.
L'US Army décida de regrouper le 101st Aviation Battalion, la plus expérimentée des unités d'hélicoptères, et certains éléments du 158th Aviation Battalion, du 159th Aviation Battalion et du 229th Aviation Battalion. Les pilotes sélectionnés commencèrent immédiatement un entraînement intensif de vols nocturnes. Appelée TF 160 (Task Force 160), l'unité fut rapidement reconnue comme étant la première unité à capacité nocturne de l'US Army, et sa seule force aérienne pour les opérations spéciales.
Les premiers pilotes furent formés à l'automne 1980, et se préparèrent à une nouvelle tentative de libérer les otages d'Iran. Appelée opération Honey Badger, elle fut annulée à la suite de la libération des otages le 20 janvier 1981, jour de la passation de pouvoir entre Jimmy Carter et Ronald Reagan.

### Les années 1980

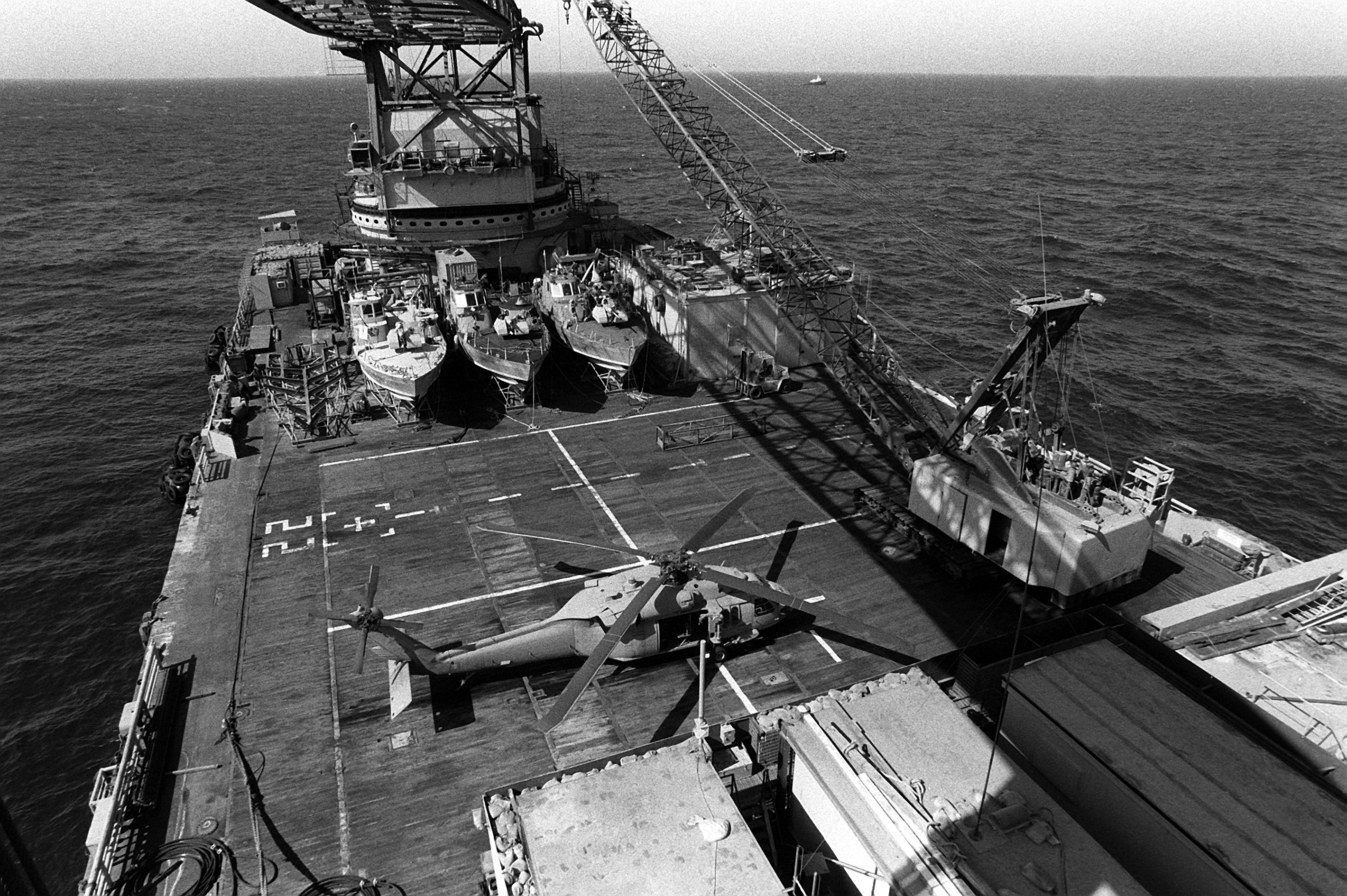
Un MH-60 Black Hawk du 160th Special Operations Aviation Regiment et des navires de patrouilles Sea Spectre Mark III à bord de la barge Hercules dans le golfe Persique le 1 juin 1988.

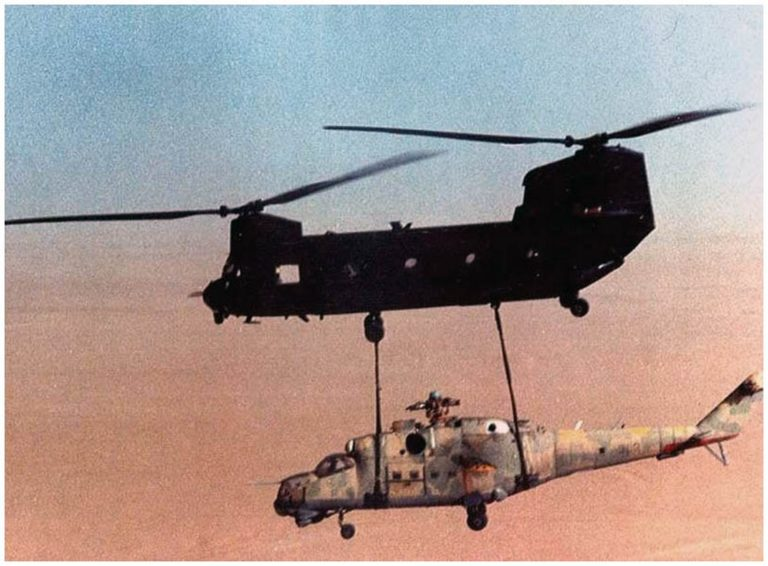
Un Chinook de la Compagnie E du 160th SOAR transportant sous élingues l'hélicoptère Mi-25 Hind libyen capturé lors de l’Opération Mount Hope III en 1988.

La TF 160 ne fut pas dissoute car elle était la seule unité d'opérations spéciales de l'US Army. En revanche, elle ne pouvait accomplir d'opérations clandestines, qui d'après un ordre présidentiel était du seul ressort de la CIA, ce qui conduira à la création d'une autre unité appelée Seaspray crée le 2 mars 1981 et dont l'existence était secrète, contrairement à celle de la TF 160. La TF 160 fut officiellement établie le 16 octobre 1981 et désignée 160th Aviation Battalion, et combattit pour la première fois deux ans plus tard, lors de l'Invasion de la Grenade le 25 octobre 1983. Lors du détournement du vol TWA 847 le 14 juin 1985, le 160th et Seaspray transportèrent les hommes de la Delta Force en Sicile et à Chypre en vue d'une éventuelle opération pour libérer les otages, mais qui n'eut jamais lieu.
En 1986, l'unité est renommée 160th Aviation Group (Airborne), le titre Airborne étant en fait honorifique. En 1987 et 1988, l'unité participe à l'opération Earnest Will (la protection des pétroliers koweïtiens contre les vedettes iraniennes dans le golfe Persique à la fin de la guerre Iran-Irak). Une sous-partie de l'opération, appelée opération Prime Chance, voit les AH-6 du 160th opérer de nuit à partir de navires de l'US Navy et de deux barges aménagées dans le Golfe. Ces missions sont l'occasion d'utiliser pour la première fois les intensificateurs de lumière et les FLIR au combat. Les appareils seront remplacés par les premiers OH-58D Kiowa Warrior armés de l'US Army à partir d'avril 1988.
En mai 1988, la contribution du 160th est demandée pour une mission particulière : emporter un Mil Mi-24 Hind libyen. L'appareil avait été capturé au Tchad et le gouvernement tchadien avait accepté de le céder aux États-Unis, mais aucun service du gouvernement américain ne savait comment le sortir du désert. Cette mission échoit finalement au 160th, qui monte l'opération Mount Hope III : le 21 juin 1988, deux MH-47 Chinook volent plus de 900 km dans le désert sans aucune aide de navigation, prennent le Mi-24 sous élingue, et le ramènent à N'Djaména.
Les Night Stalkers participent également à l'opération Just Cause (l'invasion du Panama en décembre 1989), notamment un MH-6 fut utilisé lors de la libération du citoyen américain Kurt Muse de la prison de Modelo. En mai-juin 1990, l'unité devient le 160th SOAR (A) et est réorganisée en trois bataillons, un détachement autonome et un bataillon de la Garde nationale des États-Unis. L'unité participe également aux opérations spéciales de la guerre du Golfe, perdant 4 hommes dans le crash d'un MH-60L Black Hawk le 21 février 1991.

### L'après-guerre froide

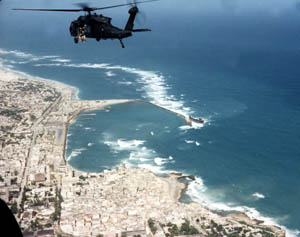
MH-60L Super 6-4 du 160th Special Operations Aviation Regiment (Airborne), l'hélicoptère de Michael Durant, photographié peu après le décollage pour la mission le 3 octobre 1993 qui est connue sous le nom de la bataille de Mogadiscio.

D'août à octobre 1993, un détachement du 160th SOAR (A) équipé de MH-60L Black Hawk, de AH-6J et MH-6J Little Bird est déployé en Somalie, affecté à la Task Force Ranger pour l'opération Gothic Serpent. Il participe aux raids de la TF Ranger sur Mogadiscio en fournissant le transport et l'appui aériens. Lors des combats du 3 octobre 1993, l'unité perd deux de ses MH-60L et cinq de ses hommes, et trois autres MH-60L sont gravement endommagés par des tirs de RPG-7.
En septembre 1994, en Haïti, le général Raoul Cédras qui avait renversé le président Jean-Bertrand Aristide trois ans auparavant, ne tient pas sa promesse de laisser ce dernier revenir au pouvoir. Le président Clinton lance alors l'opération Uphold Democracy. Le 1/160 et 2/160 sont déployés sur le porte-avions USS America, avec pour mission d'infiltrer les forces spéciales qui doivent sécuriser les principaux bâtiments de gouvernement. Peu avant le lancement des opérations, le général Cedras accepte d'abandonner le pouvoir. Les bataillons du 160th SOAR (A) mènent leurs missions qui se font sans opposition ennemie.
Le 3/160 est déployé de décembre 1995 à avril 1996 pour soutenir l'opération Joint Endeavor en Bosnie-Herzégovine. En avril 1996, le bataillon participe aussi à l'opération Assured Response au Liberia, pour des évacuations humanitaires, notamment de ressortissants américains.
En janvier 1998, l'opposition du régime de Saddam Hussein aux inspecteurs de l'ONU pour le désarmement de l'Irak et la tension dans les zones du pays interdites de survol par le gouvernement américain (opération Southern Watch) conduisirent à des frappes aériennes américaines (opération Desert Thunder). Le 2/160 fut déployé dans le Golfe avec quatre MH-47E Chinook pour être prêt à récupérer des pilotes américains éjectés, et, par la suite, mener des missions de reconnaissances en territoire ennemi. Pendant les deux mois que dura le déploiement, aucune mission ne fut effectuée car non nécessaire. En novembre 1998, à la suite d'une nouvelle montée des tensions entre l'Irak et les États-Unis, fut lancée l'opération Desert Fox. Le 2/160 fut déployé au Koweït en décembre, et accomplit une seule mission, le 27 janvier 1999, en récupérant un drone RQ-1 Predator s'étant écrasé à proximité de la frontière irakienne.
Le 160th SOAR (A) est également la principale unité d'hélicoptères utilisée lors de l'opération Enduring Freedom (l'attaque de l'Afghanistan fin 2001). Des éléments du 1/160 (sur MH-60K Black Hawk) et du 2/160 (sur MH-47E Chinook) se basent discrètement en Ouzbékistan début octobre 2001 (les AH-6 et MH-6 n'ayant pas une autonomie suffisante pour ces opérations), en même temps que des MH-53 Pave Low III et MH-60G Pave Hawk des forces spéciales de l'US Air Force arrivent dans les pays frontaliers (Pakistan, Ouzbékistan, etc.). La première opération de guerre a lieu le 16 octobre 2001, lorsqu'un MH-47E escorté par deux MH-60L DAP infiltre une équipe auprès du chef afghan Abdul Rachid Dostom. Au total, 90 missions d'infiltration et d'exfiltration seront menées par les MH-47E dans des vols qui durent plus de 8 heures (l'une d'elles a duré 15 heures) et dans des conditions très difficiles (montagnes de plus de 7 000 m d'altitude, tempêtes de sable ou de neige, etc.). Après la défaite des talibans, les appareils se basent sur les aéroports capturés de Kaboul et Kandahar. L'unité participe aussi aux combats autour de Tora Bora et, dans le cadre de l'opération Anaconda dans la vallée de Shah-e-Khot, à la bataille du Takur Ghar le 4 mars 2002 au cours de laquelle le MH-47E « Razor 01 » est abattu, deux autres (« Razor 03 » et « Razor 04 ») sont endommagés, et sept soldats américains sont tués dont un homme du 160th SOAR (A), le SSG. Philips J. Svitak, mitrailleur de porte de « Razor 01 ». Dans les mois suivant la chute des talibans, le 160th participe aux missions de ratissage des montagnes à la recherche de talibans : opérations Condor (16 - 21 mai), Buzzard (28 mai - 9 juillet, dans la région de Khost), Mountain Lion (mi-juin - juillet) et sa « suite » Mountain Sweep (du 16 août - 18 septembre 2002). En six mois, le 160th aura effectué plus de 200 missions de combat sur le front afghan, plus de 2 000 heures de vol. Un troisième MH-47E a été endommagé en plus de ceux lors de la bataille du Takur Ghar.
Ces pertes de MH-47 ont été durement ressenties par l'unité, qui n'en disposait que de 25 MH-47 (11 MH-47D dans le 3/160 SOAR (A) et 24 MH-47E dans le 2/160), surtout en prenant en compte plusieurs appareils déployés aux Philippines pour aider les forces philippines contre la guérilla islamiste (un MH-47E a d'ailleurs été perdu dans ce pays en février 2002), et cinq autres stationnés en Corée du Sud. Or les MH-47 n'étaient plus fabriqués, et le 160th est la seule unité à en être équipée. En conséquence l'US Army Special Operations Command a commandé 61 nouveaux MH-47G, en fait des CH-47D, MH-47D et MH-47E refabriqués. L'unité en a d'autant plus besoin que ses MH-47 ont encore été sollicités à partir de 2003 pour l'opération liberté irakienne.
Un autre MH-47D fut perdu avec 16 hommes à bord lors de l'Opération Red Wing en 2005.

## Présentation de l'unité

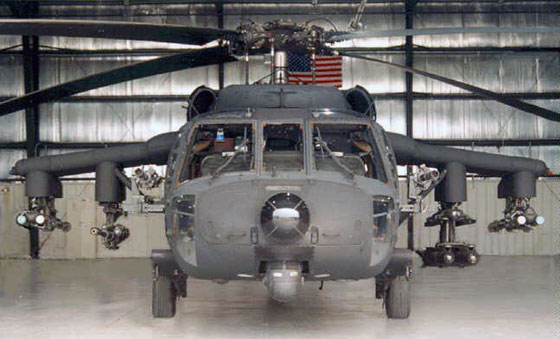
Un MH-60 Black Hawk « Integrated Direct Action Penetrator » utilisé exclusivement par le 160th SOAR armé de 2 miniguns M134, d'un total de 4 missiles air-air Stinger AIM-92 Stinger, d'un chain gun M230 et d'un lanceur M299 avec 2 missiles antichars AGM-114 Hellfire.

Le 160th SOAR (A) dépend de l'United States Army Special Operations Command de l'US Army, lui-même rattaché au United States Special Operations Command.
Le 160th SOAR (A) est basé à Fort Campbell, dans le Kentucky.
Il est composé de[Quand ?] :
- d'une compagnie de commandement, basée à Fort Campbell
- de quatre bataillons :
  - le 1st battalion, basé à Fort Campbell
  - le 2nd battalion, basé à Fort Campbell
  - le 3rd battalion, basé à Hunter Army Airfield, en Géorgie
  - le 4th battalion, basé à Fort Lewis, dans l'État de Washington
- de la SOATC (Special Operations Aviation Training Company), basée à Fort Campbell
- une compagnie prépositionnée à l'étranger dans la zone du United States Pacific Command.

Le 1/160 (premier bataillon) est équipé de MH-6J et AH-6J Little Bird, de MH-60K Black Hawk, MH-60L Black Hawk et de MH-60L DAP (parfois appelés AH-60L) ; le 2/160 est équipé de 24 MH-47E Chinook (devant être remplacés par des MH-47G), et le troisième est équipé de MH-47G Chinook.
La SOATC est chargée de la formation des équipages et de leur maintien en condition opérationnelle. Pour ce faire elle utilise tous les types d'appareils en service dans le régiment.
En juillet 2010, le 160th SOAR a intégré une unité appelée Quick Reaction Capability 2 (QRC2) et basé à Fort Huachuca en Arizona, équipée de drones MQ-1C Grey Eagle. En 2016, cette compagnie à organiquement douze de ces drones de combat.
Les personnels du 160th SOAR (A) sont (pilotes comme personnels d'autres services) les mieux qualifiés de l'US Army Aviation. Ils sont tous passés par trois qualifications : entrée dans l'Army, brevetés Airborne (parachutistes), et sélectionnées dans le 160th SOAR (A). La formation donnée au 160th dure cinq semaines pour les soldats et sous-officiers, et vingt à vingt-huit semaines pour les officiers. Les nouveaux Night Stalkers sont considérés pleinement opérationnels qu'après une à deux année(s) passée(s) dans l'unité, et devenir leader d'une escadrille prend trois à cinq années.
Le 160th SOAR (A) est également un pionnier des techniques relatives au vol (vol de nuit et/ou par mauvais temps, systèmes de navigation autonomes, etc.), et aide au développement de systèmes utilisés dans toute l'US Army Aviation, par exemple les intensificateurs de lumière pour vol nocturne.

## Photos

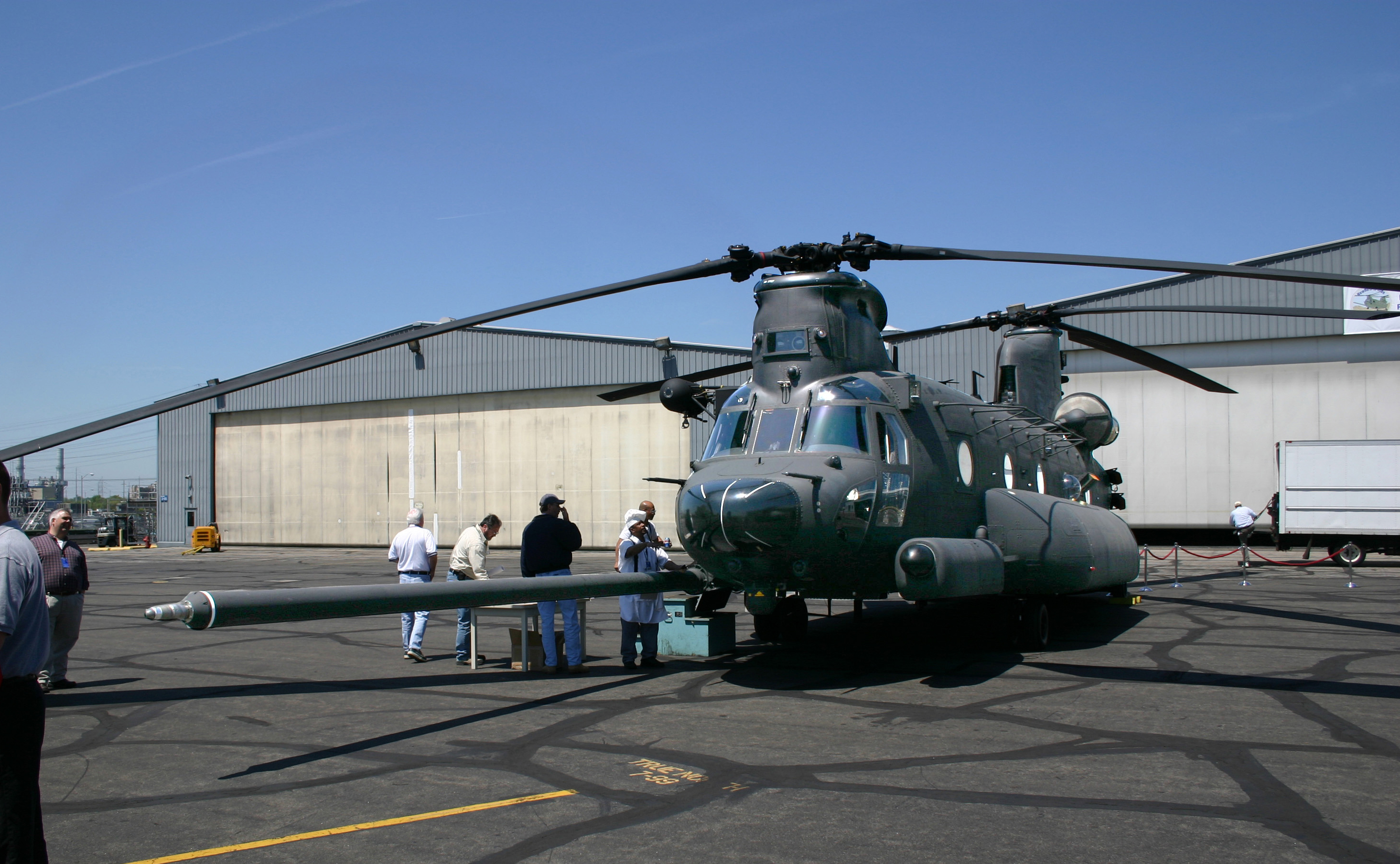
Le premier MH-47G Chinook produit lors de sa livraison au 160th SOAR (A)
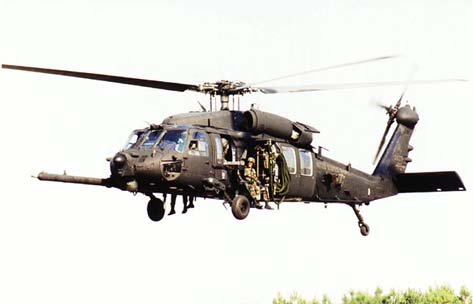
Un MH-60K Black Hawk
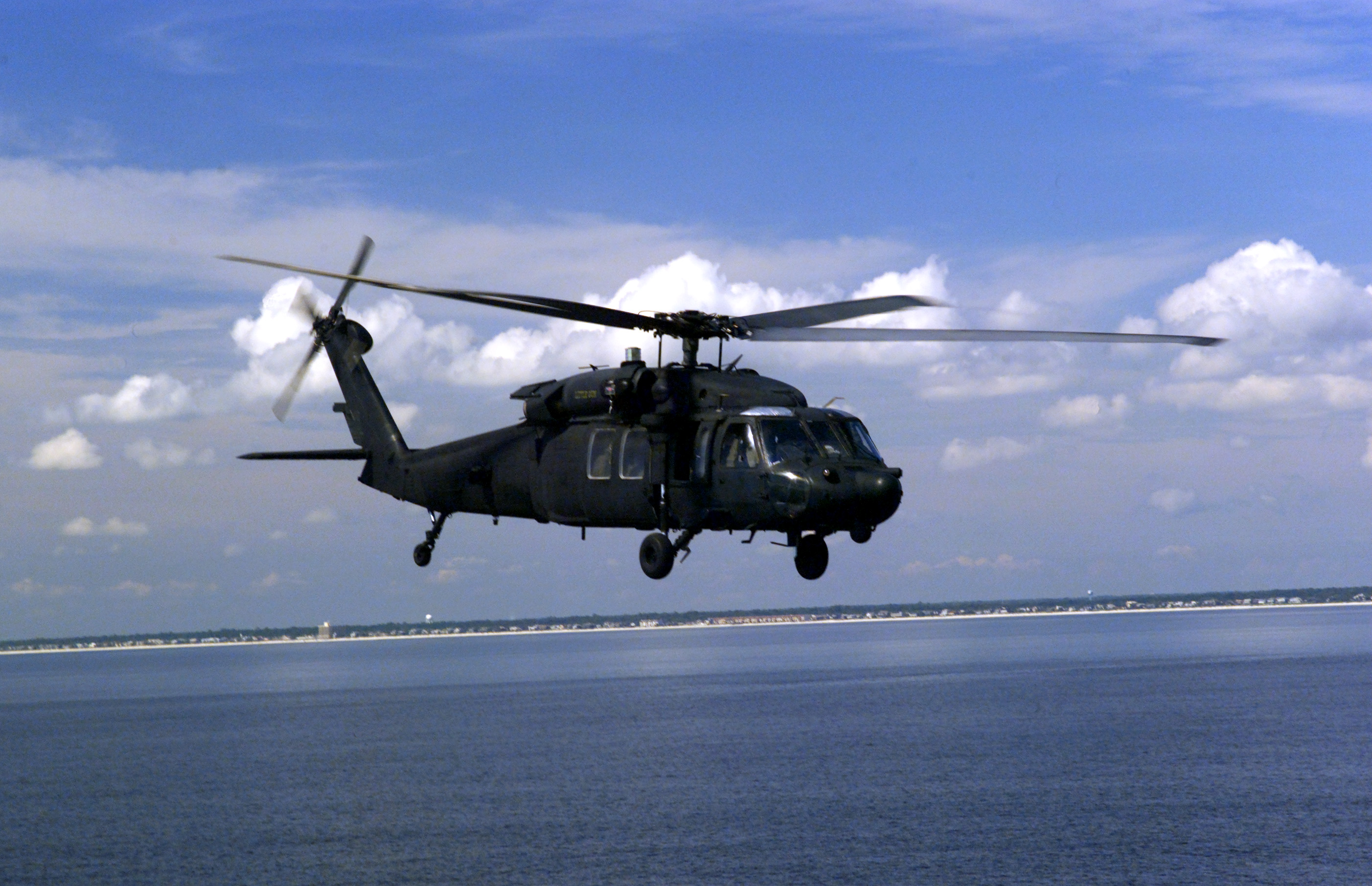
Un MH-60L Black Hawk, version moins perfectionnée du MH-60K
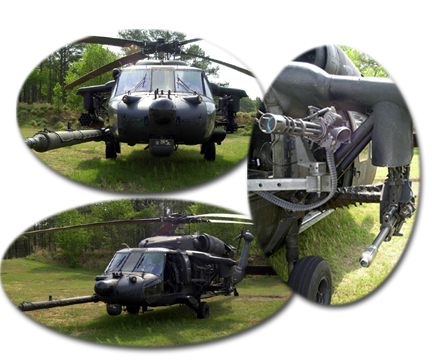
Un MH-60L DAP (Direct Action Penetrator)
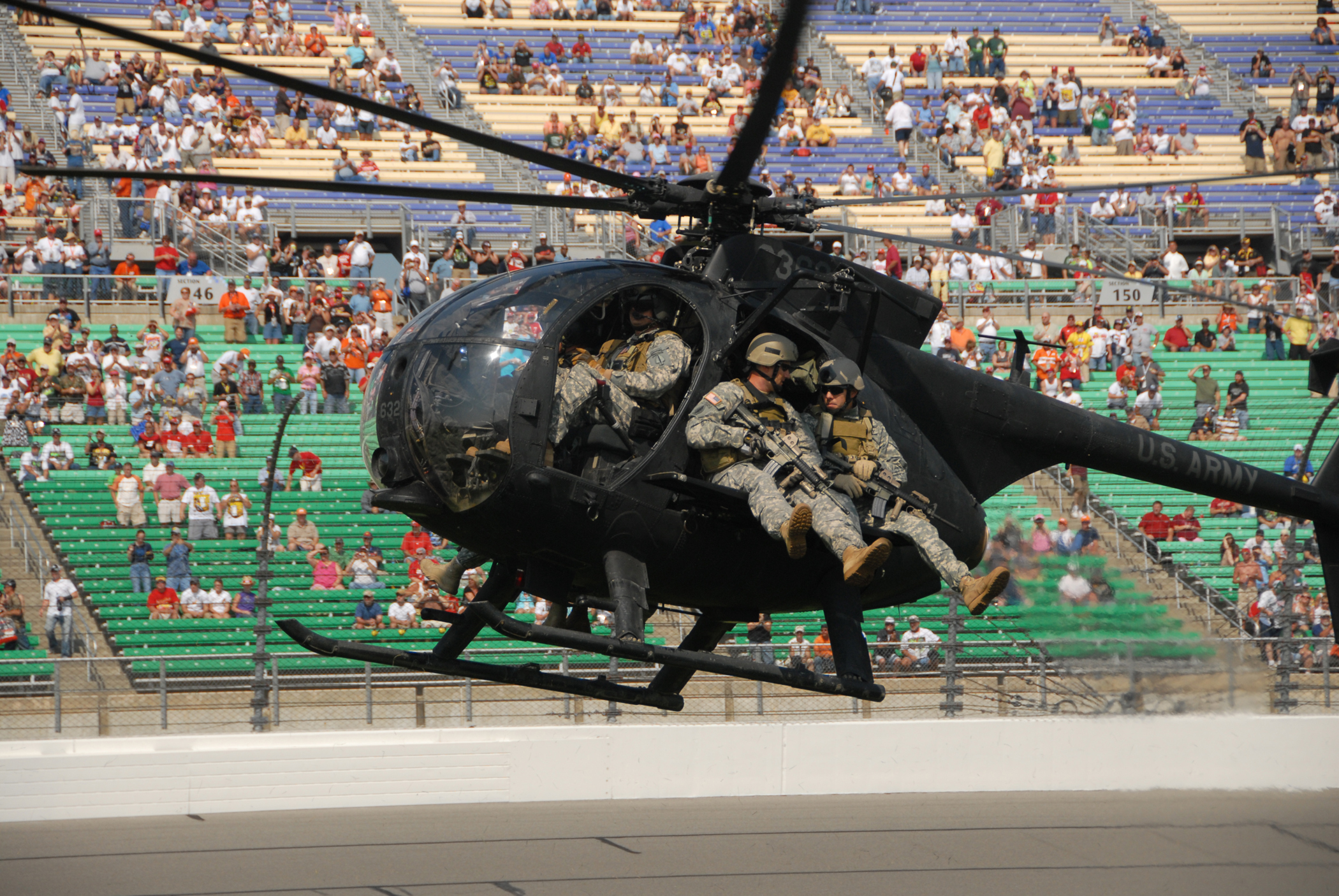
Un MH-6 Little Bird du 160th SOAR faisant une démonstration d'infiltration avec des hommes du 5th SFG(A) en 2008 au Kansas Speedway.

## Filmographie
- Danger immédiat, film de Phillip Noyce adapté du roman du même titre de Tom Clancy : ce sont deux MH-60L qui infiltrent le commando américain en Colombie. (Dans le roman, c'est un unique MH-53J Pave Low qui est utilisé.)
- La Chute du faucon noir, film de Ridley Scott : le 160th SOAR (A) a contribué en 2001 à la réalisation du film en fournissant des MH-60, AH-6 et MH-6 et leurs équipages. Le CWO Keith Jones, pilote du MH-6J « Star 4-1 » qui se posa sur le site du crash de « Super 6-1 » et embarqua un blessé grave sous les tirs ennemis, joue son propre rôle dans le film.
- Le 160th SOAR apparaît également dans les films Du sang et des larmes (2013), Act of Valor (2012) et Horse Soldiers (2018).